# フォード・プローブ
- アメリカ製フォード社のクーペ。本稿で述べる* 同社が1970年代から試作した、空力的デザインのコンセプトカーシリーズ名。「プローブI」から「プローブV」までが存在した。

プローブ（Probe）は、フォード・モーターがかつて生産していたクーペ型の乗用車（スペシャルティカー）。マツダのカペラがベースであり、ミシガン州フラットロックにあるフォード・マツダの合弁工場AAIで生産された。

## 初代 1ZVT/1ZTVTU型（1988年-1992年）
EXP（北米）およびカプリ（欧州）の後継として、1988年8月に1989年モデルとして登場。当時提携関係にあったフォードとマツダが共同開発したクーペで、ベースとなったのはGD型カペラC2（北米名：初代MX-6）である。マツダがエンジニアリングを、フォードが内外装のデザインを担当した。プラットフォームはGDプラットフォームを採用している。
ボディタイプはリアハッチを持つ3ドアクーペで、全長4520mmx全幅1740mmx全高1315mmという大柄なボディサイズは、ワイド&ローなフォルムを際立たせるもの。チーフデザイナーはフォード社の日本人デザイナーである齋藤利明で、ヒドゥンピラー処理のサイドからリアへ回り込むラップアラウンドウィンドウや、フォード初となるリトラクタブル・ヘッドライトの採用を特徴とする。当時のフォード車の中ではCd値（空気抵抗係数）が0.304と最も低い数値であった。また、フロントフェンダーからの一体感を出すために固定式ドアミラーを採用したが、日本や欧州では保安基準に適合しないため可倒式に変更されている。
インテリアでは、ドア開閉と連動して動く電動シートベルト、デジタルメーターやホールド性に優れたバケットシートなどのスポーティなアイテムが採用され、水平基調のインパネやT字型スポークのステアリングホイールなどのオーソドックスな仕様も目立った。4シーターではあったものの、リアシートは居住性に乏しく2+2シーターとしての性格が強かった。
当初のエンジンは、マツダ製の2.2 L 直列4気筒SOHC12バルブとそのターボ仕様の2種類。グレードは標準の「GL」、上級の「LX」、ハイパフォーマンスモデルの「GT」の3種類で、GLおよびLXは自然吸気、GTはターボである。
日本に正規輸入されたのはLXとGTで、トランスミッションは前期型GTのみ5速MT、他はすべて4速ATであった。ハンドル位置は左側のまま販売され、日本の保安基準に適合させるために行われた作業は、左側通行用ヘッドランプへの交換、フォグランプの照射方向変更（GTのみ）、斜め後方からでも確認できるフロントサイドウインカーの増設、可倒式ドアミラーへの変更、ナンバー灯光量アップ、後部リフレクター増設などである。
1990年4月、マイナーチェンジを実施。LXのエンジンがフォード製の3.0 L V型6気筒OHVに変更となる。このエンジンはドイツフォードにて研究・開発され、アメリカフォードにて生産されたバルカンエンジン（同時期のトーラスに搭載されていたものと同一）である。外装ではフロントグリルやサイドガーニッシュ、リアフィニッシャー、アルミホイールなどのデザインが変更されたほか、ライトチタニウムとクリアコートメタリックの新ボディカラーも追加され、LXにもアルミホイールが標準装備された。
1992年8月、生産終了。在庫対応分のみの販売となる。
1992年9月、2代目と入れ替わる形で販売終了。
ギャラリー写真を参照：（1）前期型オリジナルドアミラー（2）後期型オリジナルドアミラー（3）可倒式（4）前期型日本仕様可倒式

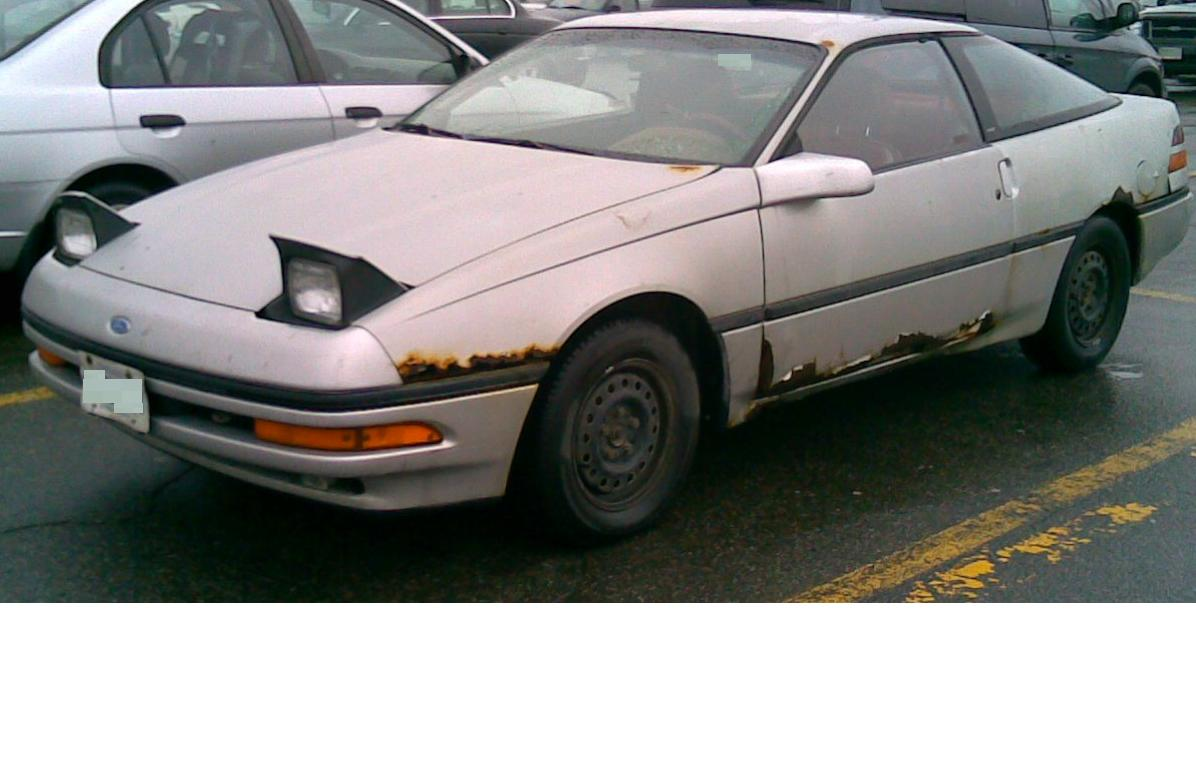
（1） アメリカ仕様LX・前期型
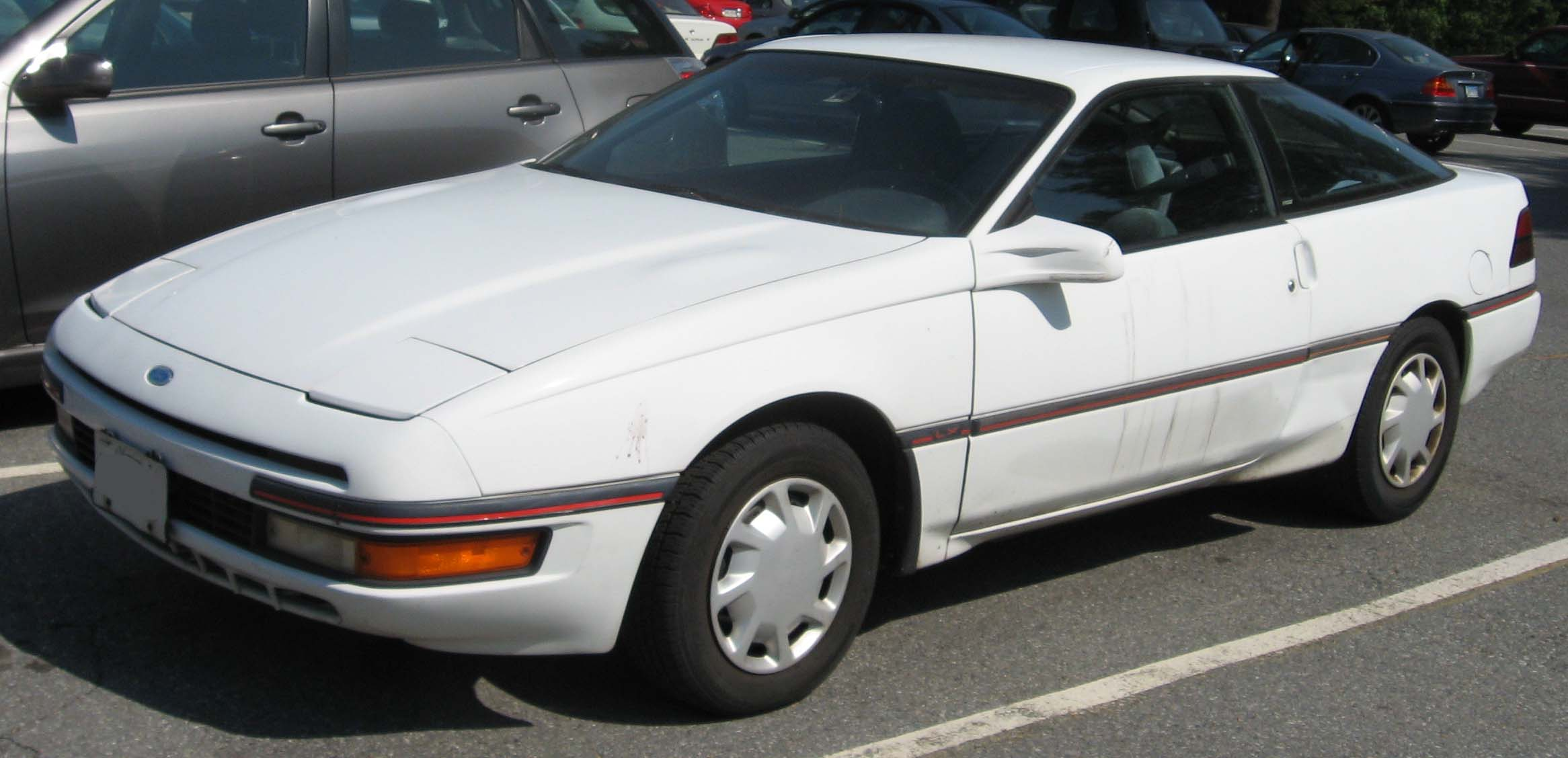
（2） アメリカ仕様LX・後期型
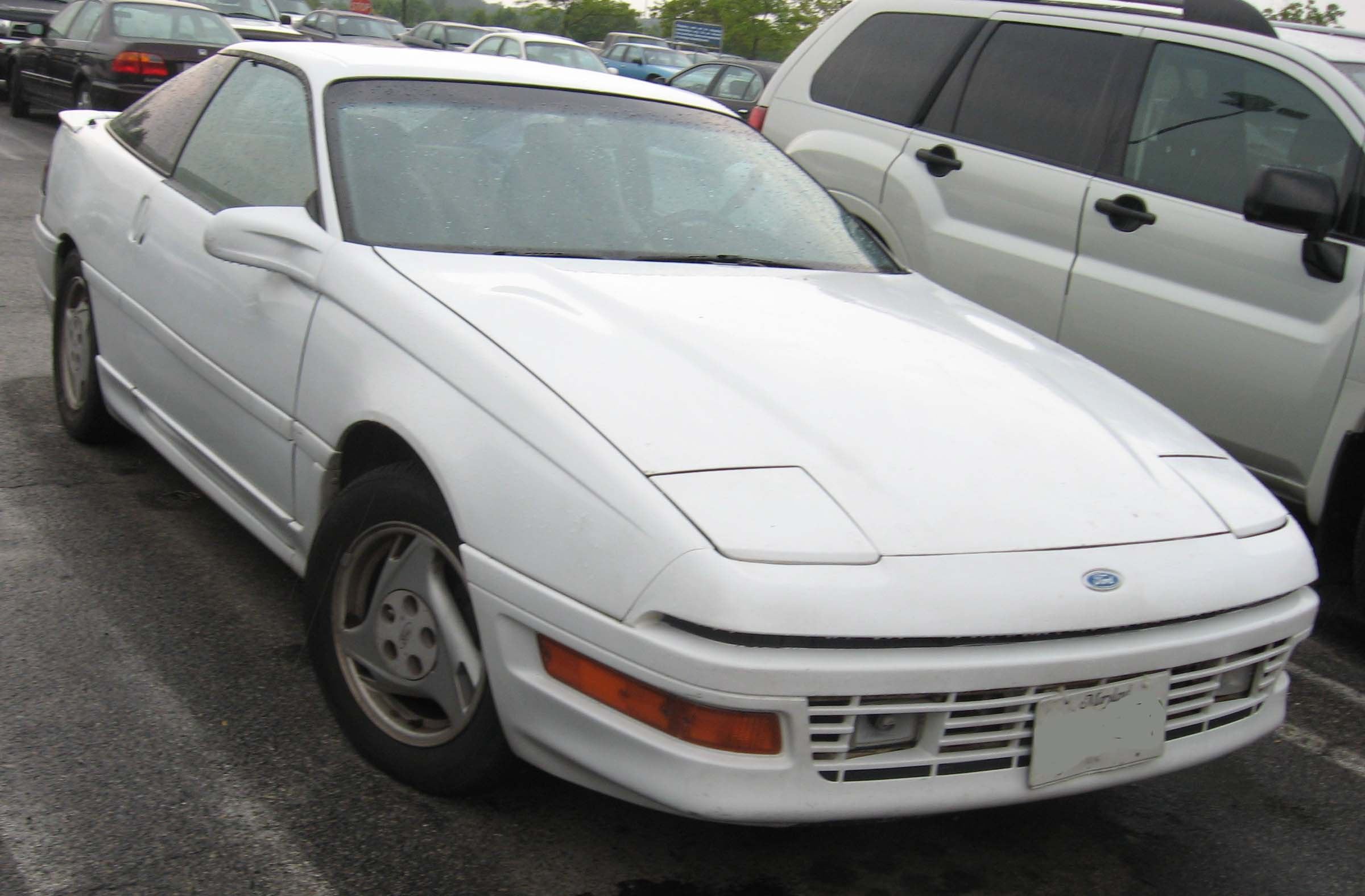
（2） アメリカ仕様GT・後期型
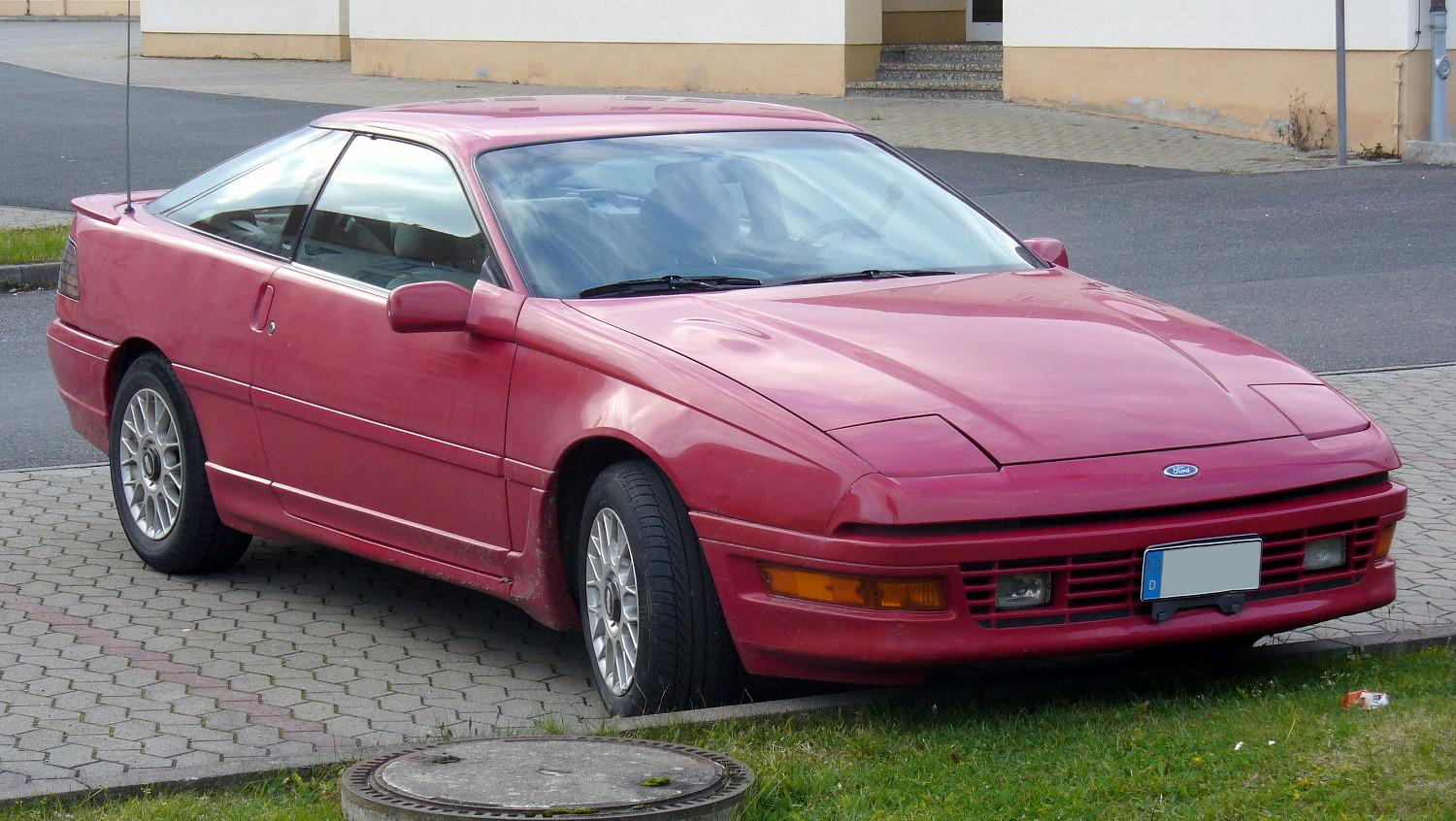
（3） ヨーロッパ仕様GT・後期型
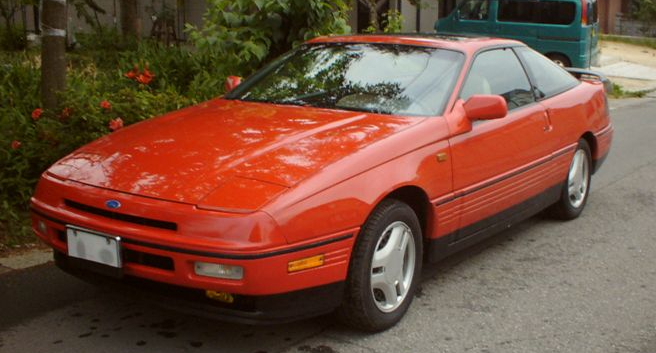
（4）日本仕様GT・前期型
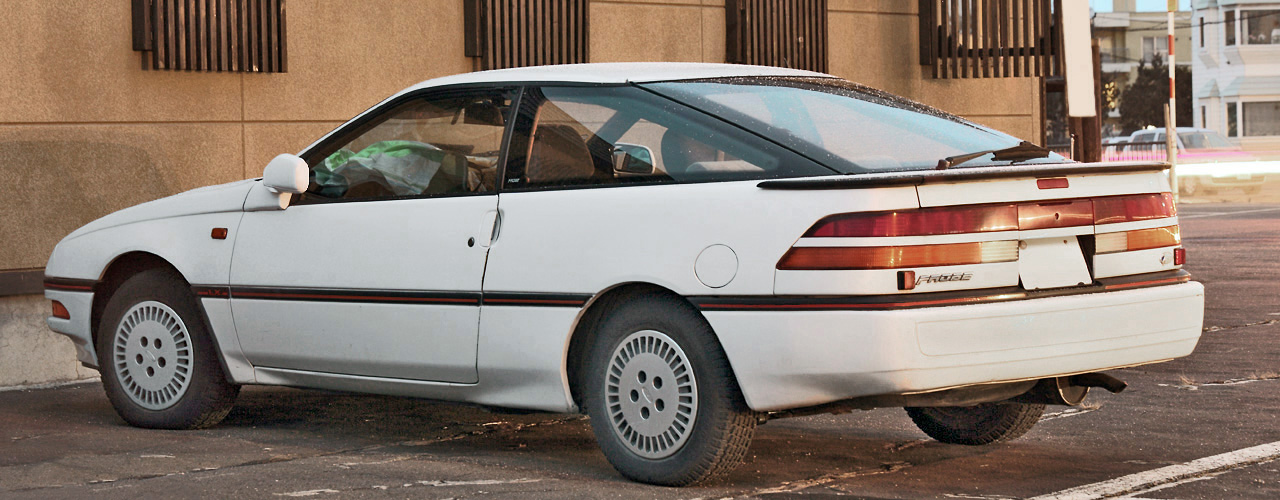
（4）日本仕様LX・前期型 リフレクターも別体化。
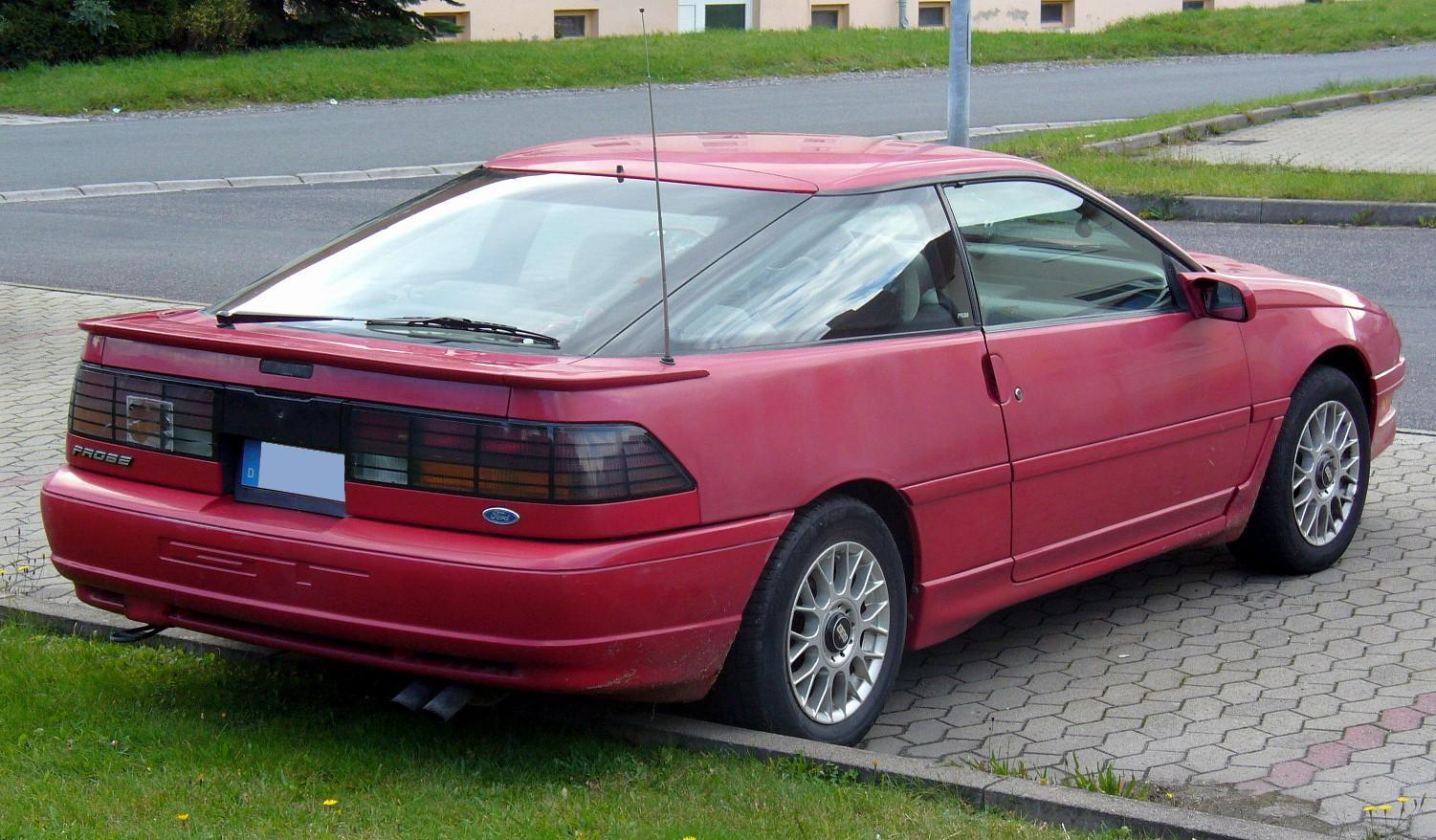
ヨーロッパ仕様GT・後期型
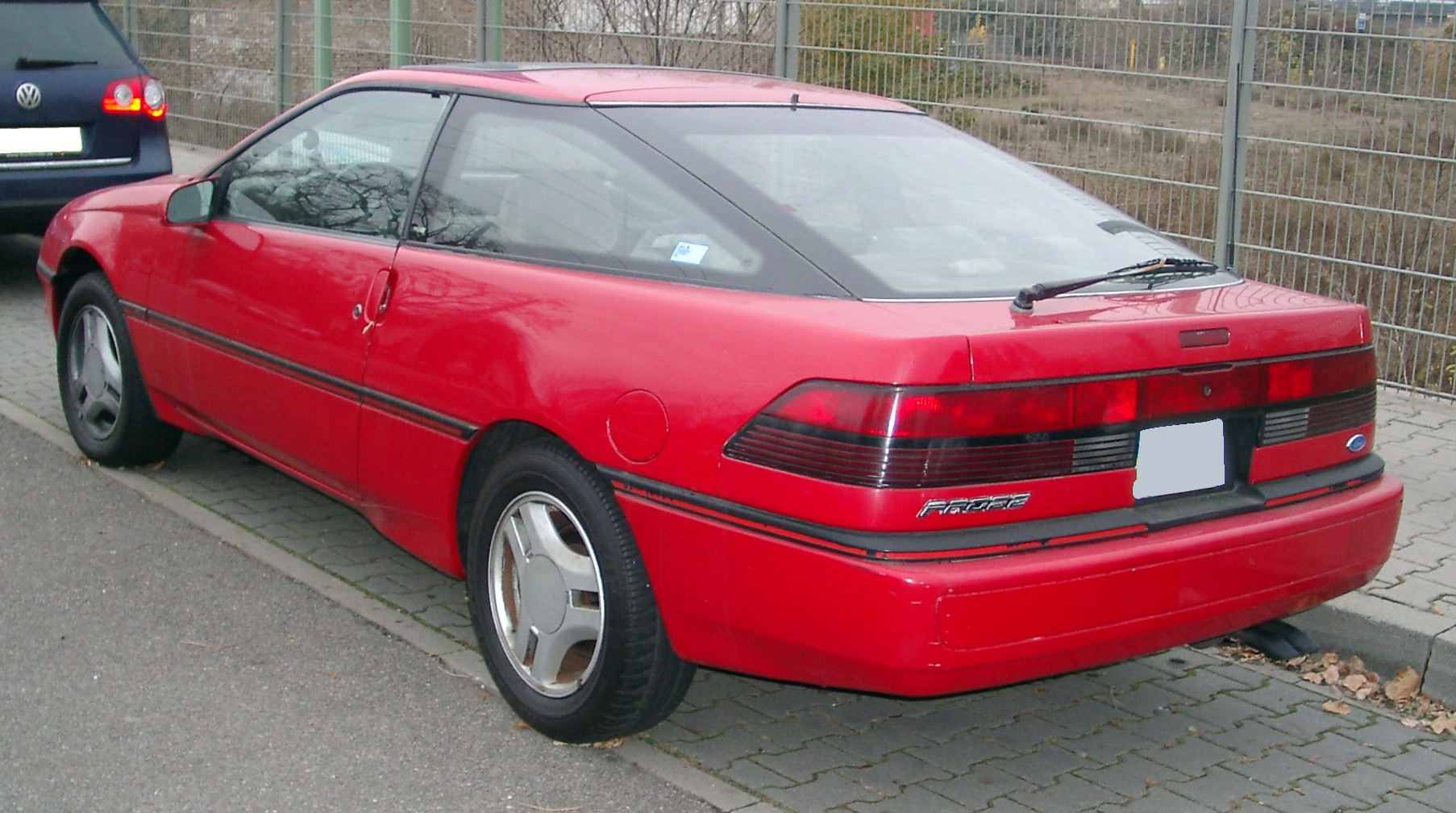
ヨーロッパ仕様LX・後期型

## 2代目 1ZVTB型（1992年-1997年）
1992年9月、1993年モデルとして登場。モデルチェンジによってGEプラットフォームを採用し、クロノスおよびMX-6と姉妹車の関係となった。
エンジンはマツダ製2.5 L V型6気筒DOHCと2.0 L 直列4気筒DOHCを採用し、グレード構成はV型6気筒エンジン搭載の「GT」、直4エンジン搭載の「SE」「GL」の3種類。全グレードで5速MTと4速ATの選択が可能であった。なお、MX-6に採用された4WSは採用されていないが、「ナチュラル4WS」と呼ばれるトーコントロールシステムを装備した。
ボディサイズは初代よりも拡大されたが、ラップアラウンドウィンドウやリアハッチゲート、およびリトラクタブル・ヘッドライトなど初代のイメージはそのままに、よりグラマラスなデザインが施されたことが特徴で、GTのバンパーは他グレードと異なるデザインのものを採用した。デビュー年の1993年には、アメリカの自動車雑誌『モータートレンド』の主催するカー・オブ・ザ・イヤーを受賞している。
日本に正規輸入されたのはGTの4速AT車のみで、左ハンドル仕様のみ設定されていたが、1994年6月に右ハンドル仕様へ変更された。
1995年、GTをベースにサンルーフ、本革シート、クルーズコントロールなどを装備した特別仕様車「GTリミテッド」を発売。
1996年、GTをベースに専用の外装を与えた特別仕様車「GTS」を設定。
1997年3月、生産・販売終了。

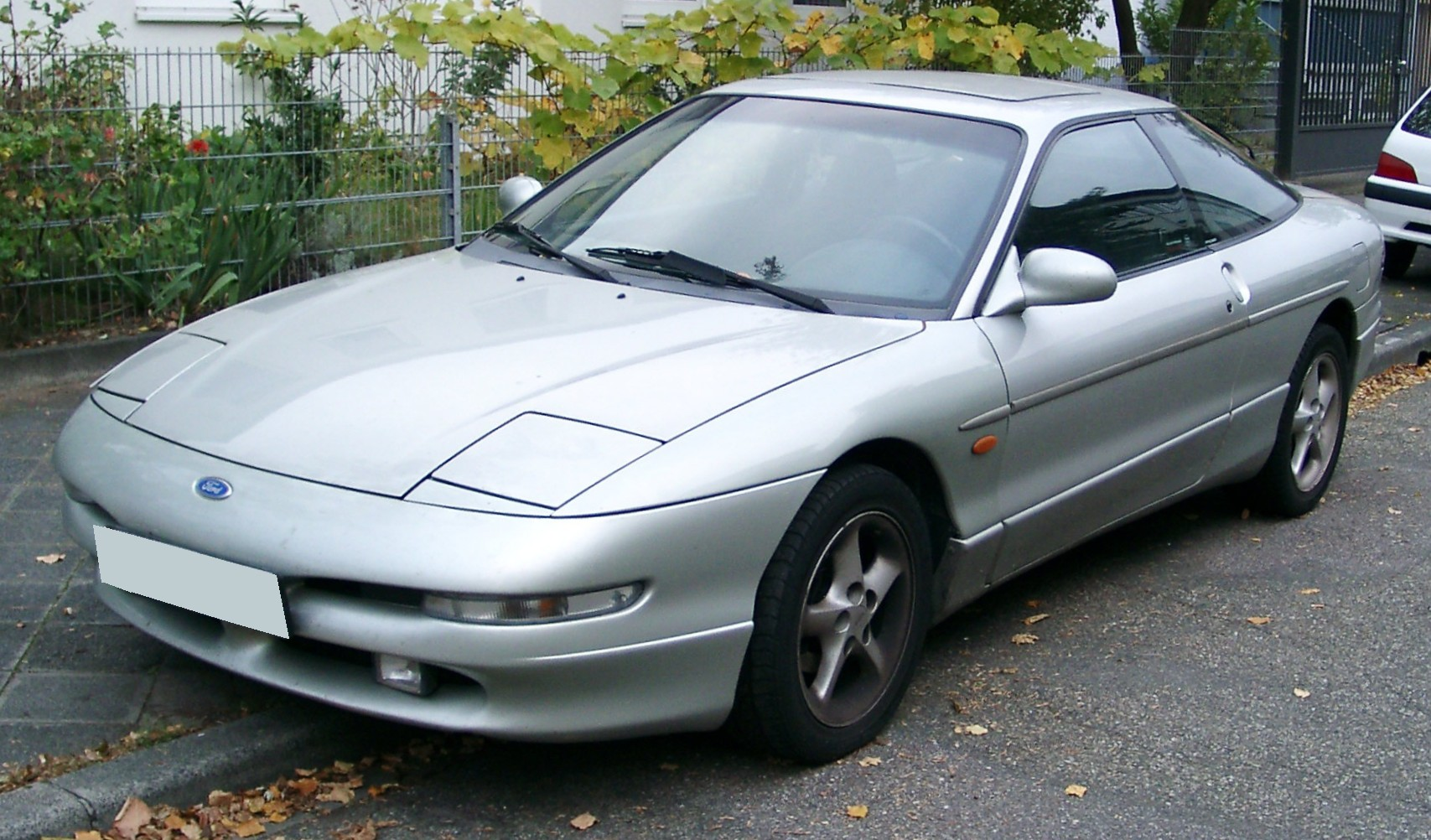
ヨーロッパ仕様GT・後期型フロント
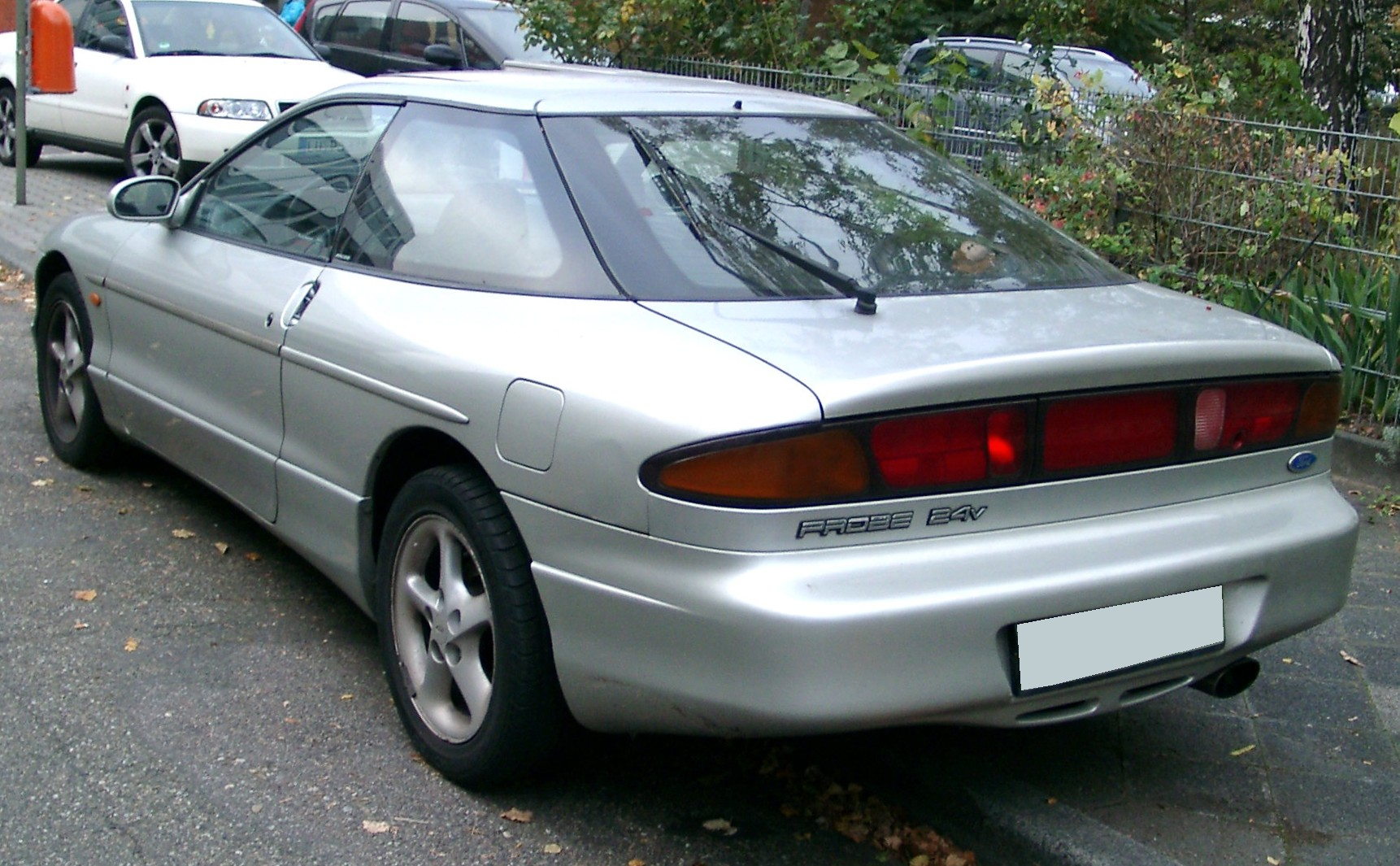
ヨーロッパ仕様GT・後期型リア
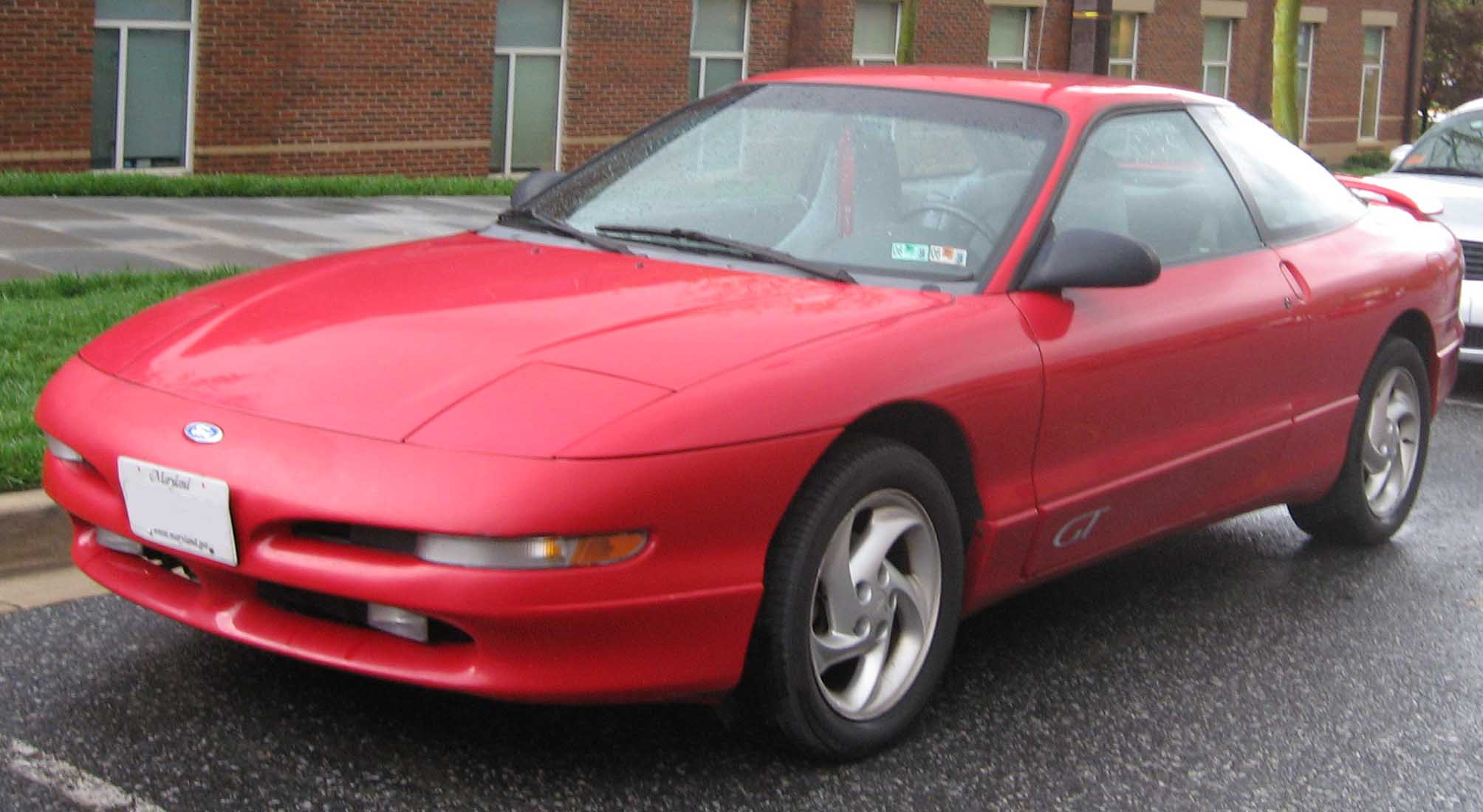
アメリカ仕様GT・後期型
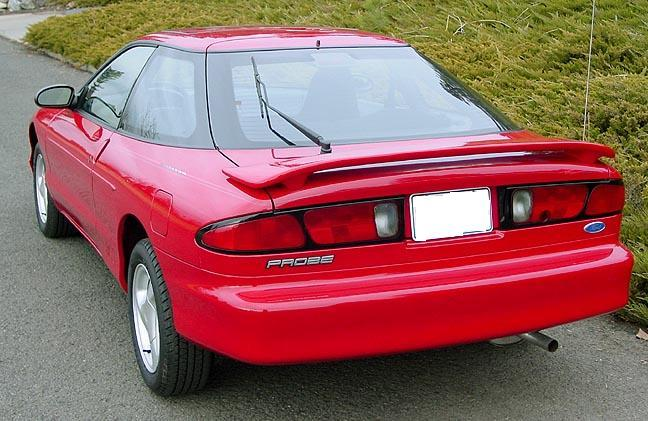
アメリカ仕様・後期型リア
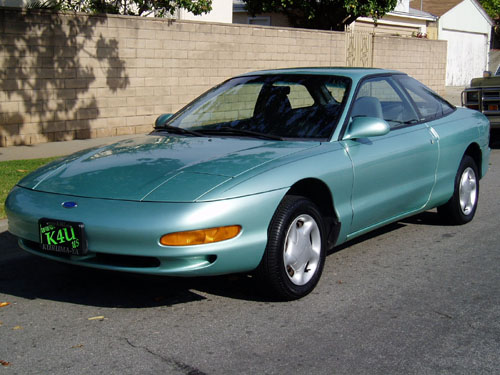
アメリカ仕様SE

## 後継車種

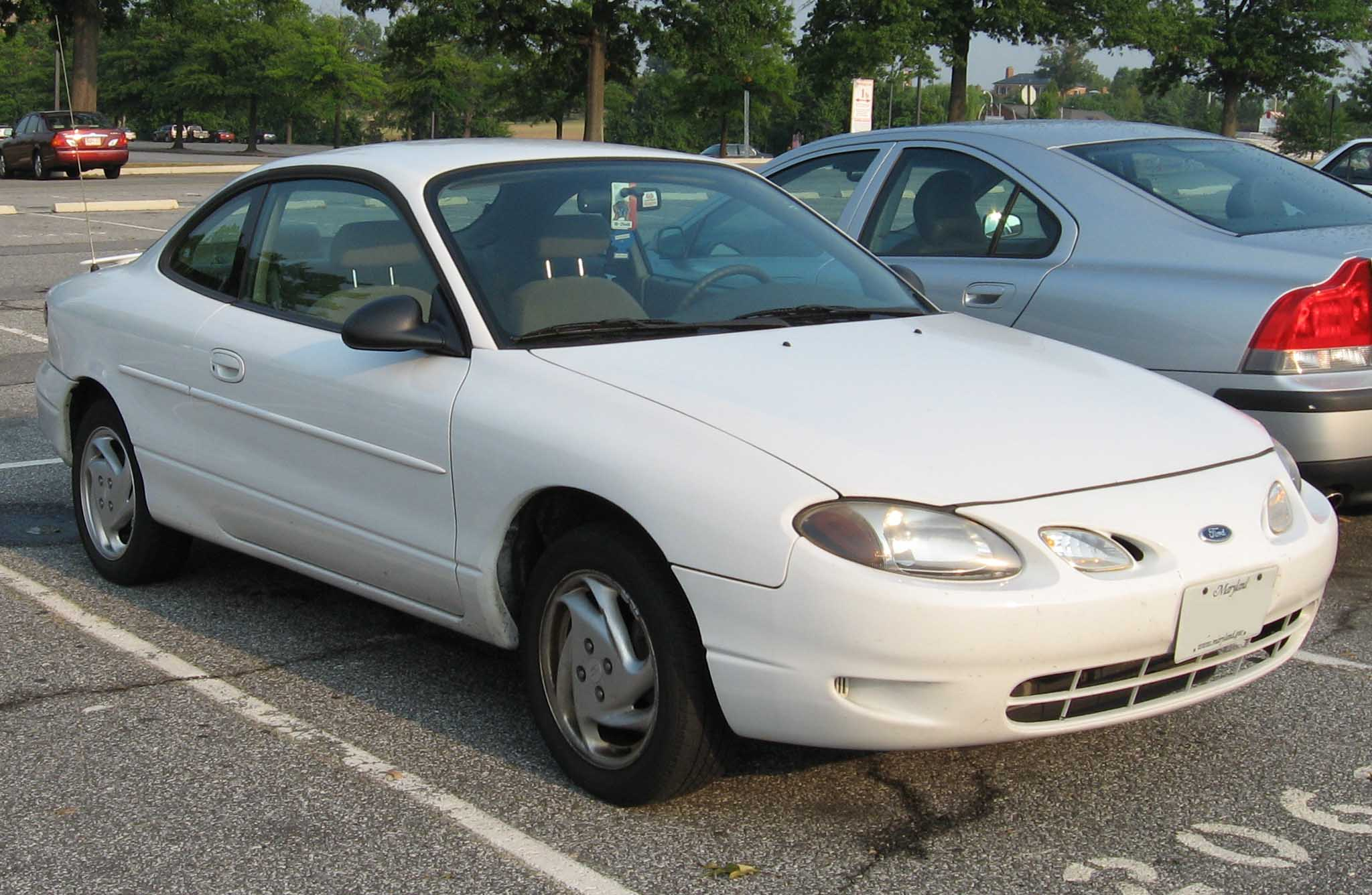
フォード・エスコートZX2

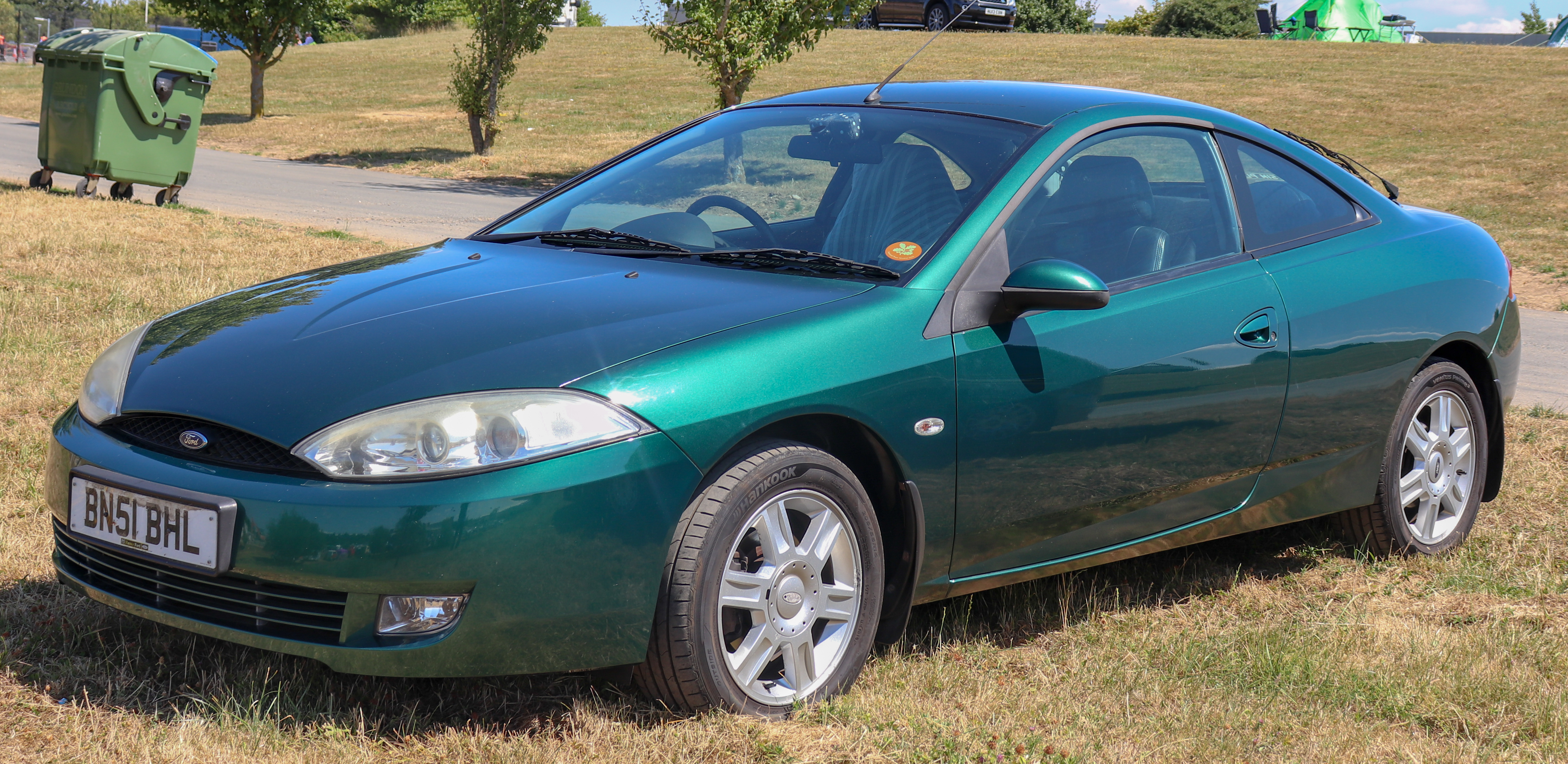
フォード・クーガー

プローブはかつてのフォード・EXPとマーキュリー・LN7の関係のようなマーキュリーブランドでの姉妹モデルは存在しなかった。
1998年に欧州で発売されたフォード・クーガーは、当初は3代目プローブとなる予定であった。同車は北米にもマーキュリー・クーガーとして導入される一方、フォードブランドからは小型のエスコートZX2が別個導入されている。
このようにクーガーやエスコートZX2はプローブの後継として登場したものの、米国でのパーソナルクーペ市場の冷え込みは激しくなっており、この2台も例に漏れず売れ行きは芳しくなく、クーガーは2002年末に、エスコートZX2は2003年末に生産中止。いずれも既存のマスタングに吸収される形で廃止された。